# Vasil Garvanliev
Vasil Garvanliev (Macedonisch: Васил Гарванлиев) (Strumica, 2 november 1984), kortweg Vasil, is een Macedonische zanger.

## Biografie
Op 15 januari 2020 werd bekendgemaakt dat Garvanliev door de omroep MRT was geselecteerd om Noord-Macedonië te vertegenwoordigen op het Eurovisiesongfestival 2020 in Rotterdam. Eerder was Garvanliev al achtergrondzanger van Tamara Todevska op het Eurovisiesongfestival 2019. Hij zou aantreden met het nummer You. Het festival werd evenwel geannuleerd. Begin 2021 werd dan duidelijk dat de Macedonische openbare omroep hem opnieuw intern selecteerde voor deelname aan het Eurovisiesongfestival 2021. Ditmaal vond het festival daadwerkelijk plaats en nam hij deel met Here I stand. Vasil strandde in de halve finale.
1998: Vlado Janevski · 
2000: XXL · 
2002: Karolina · 
2004: Toše Proeski · 
2005: Martin Vučić · 
2006: Elena Risteska · 
2007: Karolina · 
2008: Tamara, Vrčak & Adrian Gaxha · 
2009: Next Time · 
2010: Gjoko Taneski · 
2011: Vlatko Ilievski · 
2012: Kaliopi · 
2013: Esma & Lozano · 
2014: Tijana Dapčević · 
2015: Danijel Kajmakoski · 
2016: Kaliopi · 
2017: Jana Burčeska · 
2018: Eye Cue · 
2019: Tamara Todevska · 
2021: Vasil · 
2022: Andrea